# Богатыри
Богатыри́ — герои былин и сказаний, отличающиеся большой силой и совершающие подвиги религиозного или патриотического характера. Богатыри стояли на страже Руси, на заставе. Некоторые сюжеты, связанные с богатырями, восходят к историческим событиям.
Долгое время былины (ста́рины) передавались в устной форме, пока ими не заинтересовались учёные, филологи и фольклористы.

## Этимология
Согласно лингвисту Максу Фасмеру, слово «богатырь» (др.-рус. богатырь) заимствовано из древнетюрк. *baɣatur (откуда и венг. bátor «смелый»), дунайско-булг. βαγάτουρ, тур., чагат. batur «смелый, военачальник», киргиз. баатыр «герой», «храбрец», шор. paɣattyr «герой», монг. bagatur, калм. bātr̥. Объяснение происхождения из иранского или индоарийского *baɣapuϑra, по Фасмеру, весьма сомнительно. Многие специалисты склоняются к (древне) тюркской этимологии термина.
Согласно историко-этимологическому словарю П. Я. Черных, слово имеет восточное происхождение и зафиксировано во многих языках: тюркских, монгольском, бурятском, иранских, хинди.
Ряд западных исследователей поддерживает монголо-тюркскую версию происхождения. В источниках известны разные версии написания: bahadar, bahadir, bahadur, batur, batyr, bator. Считается, что «восточный термин «богатырь» утвердился в русском употреблении не ранее XV в.».

## Изучение и источники
Впервые русские былины были опубликованы в 1804 году Андреем Якубовичем в составе «Собрания древних российских стихотворений Кирши Данилова». Считается, что Кирша Данилов работал на заводах Демидовых в 1740-х годах и тогда же составил свою рукопись, попавшую позже в руки Константина Калайдовича. Наряду с былинами, в его сборник вошли исторические песни и скоморошины, зачастую скабрезного содержания, из-за чего издавать его невозможно было без цензурных купюр. В 1818 году вышло второе, более полное издание собрания Кирши Данилова, подготовленное известным филологом К. Калайдовичем.
Однако планомерное собирание былин началось в России только с середины XIX века, когда для этого стали организовываться научные экспедиции. Наиболее авторитетными собирателями и издателями былин стали в это время Павел Николаевич Рыбников (1832—1885) и Александр Фёдорович Гильфердинг (1831—1872). Более 200 былинных текстов вошли в четырёхтомник «Песен, собранных П. Н. Рыбниковым». А. Ф. Гильфердинг издал 318 былин.
Образы русских богатырей нашли широкое отражение в творчестве известных деятелей искусства, например, Михаила Александровича Врубеля — декоративное панно «Богатырь», или Виктора Михайловича Васнецова — «Богатыри» (картина, которую он писал почти 20 лет).
Богатыри обладают более или менее общими для них свойствами: силой и молодостью. Хотя в былинах часто говорится о «старом казаке» Илье Муромце, однако здесь слово старый не значит «обременённый летами», а только возмужалый, опытный в военном деле.

### Образ
Совокупность воинских доблестей и добрый, честный нрав составляют главнейшие черты русского богатыря, но недостаточно одних физических доблестей, надо ещё, чтобы вся деятельность богатыря имела религиозно-патриотический характер. Вообще народ идеализирует своих богатырей, и если он гиперболически представляет их физические качества: силу, ловкость, тяжёлую походку, оглушительный голос, продолжительный сон, то всё-таки в них нет той зверской обжорливости других являющихся в былинах чудовищных великанов, не принадлежащих к разряду богатырей.

### Былины
Былины изучались первоначально по двум методам: сравнительному и историческому. Первый привёл к двум взглядам:
1) что богатыри суть мифологические существа (Орест Миллер, Марте (D-r С. Marthe) и др.),
2) что они являются отражением типов чужестранных литератур (В. В. Стасов); богатыри служат отражением живших лиц.
Плодом таких взглядов являются замечательные по своим крайностям, но вместе с тем и по глубокому изучению предмета сочинения: О.Миллера, «Илья Муромец и Богатырство Киевское»; В. В. Стасова, «О происхождении русских былин»; П. А. Бессонова, «Заметка» к сборнику Киреевского.
Но верх мало-помалу одержало другое, более умеренное мнение (Ф. И. Буслаев) о присутствии различных элементов в былинах: исторического, бытового, заимствованного и в очень малой, почти ничтожной степени — мифического. Так как по такому взгляду былины являются как бы сплочением многих разнородных элементов, то и богатыри не составляют цельных чистых типов, но являются тоже в известной степени конгломератами различных лиц: исторических, легендарных, символических и др. Часто даже и так бывает, что одна черта характера с одного богатыря переносится на другого и что один сюжет приурочивается к нескольким богатырям.
Главными представителями этого толкования в XIX веке являлись А. Н. Веселовский, М. Г. Халанский и И. Н. Жданов. Соединение двух методов, исторического и сравнительного, влечёт за собою громадные трудности. До сих пор (по состоянию на год выпуска ЭСБЕ) не имеется ни одной книги, в которой бы богатыри рассматривались во всех обстоятельствах, при каких они появляются в былинах: все имеющиеся сочинения посвящены только изучению некоторых сюжетов былин, некоторых сцен из жизни богатырей, некоторых сторон их деятельности и т. п.

## Классификация
Былины разделяются на произведения дохристианского и христианского периодов. К дохристианскому циклу принадлежат сказания о Святогоре, Миките Селяниновиче, Вольге, которые относятся к так называемым «бродячим сюжетам», коренящимся в общности религиозно-культовых элементов дохристианской Европы. Эпоха Владимира возможно и стала ядром обширного христианского былинного цикла, в основании которого лежат достоверные исторические события и личности.
Исследователи, не учитывающие православный характер былин, не выработали единого мнения о делении богатырей. Это происходит оттого, что до сих пор ни одна из черт их характера не признана всеми настолько характерной, чтобы сообразно ей делить их на группы. Поэтому некоторые не задаются вовсе вопросом о разделении богатырей на группы, другие (значительное большинство) делят их на старших и младших, третьи, наконец (М. Г. Халанский), рассматривают их по отношению к хронологии и делят на богатырей эпохи дотатарской, татарской и послетатарской. Но и те, которые делят богатырей на старших и младших, не согласны друг с другом относительно того, какие именно богатыри старшие и какие младшие.
Нет сомнения только относительно Святогора, которого все причисляют к старшим; но уже относительно Микулы Селяниновича, Вольги Святославича, Дона, Дуная Ивановича и некоторых других существуют разногласия, так как сторонники исторического взгляда считают их младшими богатырями вопреки мнению других, которые приравнивают их Святогору. Все эти богатыри принадлежат к так называемому киевскому циклу, к которому не примыкают только два богатыря новгородские и двое или трое стоящих особняком, напр. Саул Леванидович и Суровец-Суздалец.
Итак, кроме небольшой группы двух последних категорий, мы имеем одну огромную категорию киевских богатырей, сплочённых вокруг великого князя Владимира. Остаётся теперь решить вопрос о том, действительно ли все типы богатырей сложились на юге или первоначально это были местные богатыри, воспеваемые каждый в своей области и потом только приуроченные к Киеву и к имени Владимира. Вопрос этот неразрывно связан с вопросом о происхождении былин; здесь скажем только, что большинство исследователей признаёт богатырей типами, образовавшимися в Южной Руси, с чем не согласен М. Г. Халанский, который доказывает, что типы богатырские появились первоначально в областных, не зависящих друг от друга эпических народных произведениях.
Группу богатырей, связанных с князем Владимиром и городом Киевом, делят на старших и младших. В отношении принципа деления не совсем согласен с другими Орест Миллер: он делит сперва богатырей на сватов и несватов и только потом, в свою очередь, несватов делит на богатырей старших и младших. В основу своего деления он берёт то, что все былины, говорящие о сватовстве, отличаются мрачным, грубым, диким характером и поэтому носят на себе отпечаток весьма глубокой древности.
По О.Миллеру, сватовство надо здесь понимать в мифологическом значении добывания светлого существа и сваты являются самыми полными образами диких, неукротимых сил природы; они действуют каждый отдельно, не братаются с другими богатырями, не имеют ни малейшего исторического приурочения; к ним принадлежат: Иван Удовкин сын, Михаил Потык, Дунай Иванович, Хотен Блудович. Другие исследователи не принимают в расчёт этого деления, считая сватов такими же богатырями, как и других, но только хронологически древнейшими и поэтому более дикими типами, сохранившимися без позднейших смягчений.

### Старшие богатыри
К старшим богатырям О.Миллер причисляет только Святогора, Вольгу Святославича и Микулу Селяниновича; П. А. Бессонов прибавляет ещё Самсона, Сухана и далее Полкана, Павла Прохоркина, Колывана Ивановича, Ивана Колывановича, Самсона Ивановича, Самсона Самойловича и Молофера (Малафея); некоторые присоединяют также Дона Ивановича и Дуная Ивановича. Как известно, О. Миллер смотрит на всех богатырей как на олицетворение различных явлений природы: в старших богатырях он видит явления грозные, враждебные людям, происходящие во время зимы; так, напр., в образе Святогора олицетворяются исполинские, залёгшие всё небо тучи; младшие богатыри тоже явления природы, но благотворные для человека, происходящие летом; калики перехожие — это бродячие тучи, проливающие дождь; первоначально и те и другие представлялись божествами, но одни — старшим их поколением, титанами, разрушителями, а другие — оберегателями людей.
В былинах первые являются существами сверхъестественными, оборотнями, наделёнными неимоверной силой, другие же имеют вполне человеческий образ, они обладают большой, но уже не титанической, не стихийной силой и почти все живут во времена Владимира. Марте в старших богатырях видит тоже древние славянские божества

### Младшие богатыри
Младшие богатыри в свою очередь делятся на туземных и заезжих; к последним принадлежит: Соловей Будимирович (с чем не согласен М. Г. Халанский и отчасти А. Н. Веселовский), Чурило Пленкович, Дюк Степанович и др.
С указанным делением, как мы уже говорили, совершенно не согласен М. Г. Халанский, который делит богатырей на типы, относящиеся к эпохе дотатарской, татарской и послетатарской, или московской: к первой группе он причисляет Добрыню Никитича, Ивана Даниловича и Алёшу Поповича; ко второй: богатырей на заставе, Идолище, Илью Муромца, Василья Игнатьевича и богатырей, которые «перевелись»; к третьей: Микулу Селяниновича, Хотена Блудовича, Чурилу Пленковича, Дюка Степановича, Данила Ловченина, сорок калик со каликою, Соловья Будимировича. Кроме того, этот же автор делит богатырей по областям, в которых они, по его мнению, были созданы народом; так, к Киевской области он причисляет только самого Владимира, Добрыню, а также Вольгу Святославича, Ставра Годиновича, Ивана Даниловича, Чурилу Пленковича и отчасти Ивана Годиновича.

## Богатыри Киевской Руси

### Святогор
Святогор — ужасный великан, которого даже земля не держит, лежит на горе в бездействии, когда к нему приходит Илья Муромец. Другие былины рассказывают о его женитьбе, о встрече с тягой земной и смерти в волшебной могиле. В некоторых былинах Святогор сменяется позднейшим персонажем Самсоном (первоначально — Сэксоном), который назван по отчеству Колывановичем, Самойловичем или Васильевичем.
О. Миллер считает его имя чисто киевским, происшедшим из «святой» и «гора», обозначающих богатыря величиною с гору; по его мнению, первоначально Святогор служил олицетворением громадных, залёгших всё небо, неподвижных туч. В этом лице, по мнению О. Миллера, умеющем «смешать земных с небесными», является что-то стихийное, титаническое, враждебное земле. Былина — первоначальный миф о Святогоре. За тем последовало полное отождествление его с лицом Самсона, который является позднейшей подставкой за Святогора и отчасти приставкой к нему по некоторым подробностям.
По указанию А. Н. Веселовского («Вестник Европы», 1875, апрель), есть некоторые несомненные черты сходства между Святогором и Аникою-воином, героем одного стиха книжного происхождения, стоящего в зависимости от византийской поэмы о Дигенисе. На основании этого же стиха Петров («Труды Киевской духовной академии» 1871, X) сближает Святогора с Егорьем Храбрым. В. Волльнер в имени Святогора видит тоже два слова: свят Егор, таким образом имя Святогора выросло бы на христианской почве; против этого восстаёт О. Миллер, говоря, что между Святогором и Егорьем Храбрым нет никакой внутренней связи. Как бы то ни было, есть места, где встречается такое сопоставление: Егор Святогор. В. Волльнер, объясняя происхождение некоторых подробностей в былине, сближает их со стихом о Егоре в немногих, впрочем, эпизодах.
И. Н. Жданов объясняет выражение Егор Святогор таким образом, что первое название служит настоящим именем, а второе эпитетом. Таким же эпитетом он считает и былинное название богатыря «Святогор», которое встречается тоже в форме «богатырь святогорский»; настоящим же его именем было Самсон (ср. «К литературной истории русской былевой поэзии», стр. 164). Таким образом, в лице Святогора, по спорной версии И. Н. Жданова мы бы имели сплочённых нескольких лиц: Самсона, Егорья, Аники, Моисея, нартовского богатыря и др., а по О. Миллеру, ещё и божества праславянского, управлявшего исполинскими тучами.

### Микула Селянинович
Микула Селянинович встречается в двух былинах: о Святогоре и о Вольге Святославиче. На него смотрят тоже различно: О. Миллер в своём «Опыте» говорит, что он своей умелостью выступает из ряда старших богатырей; он представитель земледельческого быта, обладающий не количественной, как Святогор, а качественной силой, которую можно назвать выносливостью. Он предвещает появление младших богатырей, хотя ещё остаётся земледельческим божеством. В другом месте («Илья Муромец») О. Миллер называет Микулу пахарем, первоначально олицетворением небесного грома, тогда как волшебная его кобылка, которую нагнать нельзя, представляет собою громовую тучу.
Микула первоначально — бог земледелия и о том есть сведения в былине .
Народ представляет себе полёт туч ногами и паханием на небе — молния рассекает небо так, как плуг землю. Теперешнее имя не занято у св. Николая, но под ним скрывается древнее божество грома и молнии. Он сильно напоминает собою русского бога Перуна, который тоже является покровителем земледельцев. Порфирьев, следуя за Буслаевым, говорит, что в лице Микулы Селяниновича представляется образ могучего богатыря крестьянина-пахаря, соответствующего чешскому пахарю Промыслу. Страшная его сила, сопоставление с Святогором и другие черты, в которых он изображается, показывают, что тип его, как и тип Святогора, сложился под влиянием образа какого-нибудь титанического существа, бывшего, вероятно, олицетворением земли или бога-покровителя земледелия.
На это указывает мама и особенно сумочка с тягой земли, с которой изображается Микула и которая, очевидно, есть не что иное, как образ земли. Но сам он уже представляет не землю как стихию, а идею оседлой земледельческой жизни, в которой он и поставляет свою силу и значение. По В. Волльнеру, Микула — просто св. Николай, хотя возможно, по его мнению, и объяснение его как олицетворение земледелия. С Николаем, но не святым, а с соперником Александра Македонского на Олимпийских играх, сравнивает Микулу Всеволод Миллер; сошку Микулину он производит от узла, завязанного Гордиасом, по происхождению пахарем. О Микуле говорит тоже А. Н. Веселовский в своём сочинении «Южно-русские былины»; по его мнению, Микула Селянинович служит, быть может, отражением царя-пахаря западных легенд: «грандиозный образ царя-пахаря, — говорит А. Н. Веселовский, — не мог не прийтись по нраву крестьянской среде, хранительнице песни, и, заслонив всё остальное, невольно вызывал вопросы и находил себе в нашей науке — мифологическое объяснение, может быть, безо всякого на то права». А. Н. Веселовский сближает былину о Вольге и Микуле с известным западноевропейским сказанием «Хождение Карла Великого в Иерусалим и Константинополь»; принимая такое объяснение, Микула Селянинович был бы отражением византийского императора Гугона.

### Вольга Святославович, или Волх Всеславич
Основные былины о Вольге рассказывают о его чудесном рождении от змея, походе в Индию и противоборстве с Микулой Селяниновичем. Вольга Святославович, оборотень и охотник, относится Проппом к числу самых древних богатырей. В его образе он находит пережитки тотемизма, в то время как более ранняя школа фольклористики стремилась отождествить его с реальными историческими личностями, в частности, Вещим Олегом. Но мифы о Вольге древнеславянские, он является оборотнем-колдуном.

### Сухан, или Сухмантий, или Сухман Дамантиевич
О Сухане, или Сухмантие и Сухмане Дамантиевиче, существует одна былина, в которой рассказывается, как Сухан, обиженный Владимиром, лишает себя жизни. П. А. Бессонов видит в нём мифическое существо, В. Волльнер же усматривает в былине сантиментальное влияние новейшей письменной литературы.
Также говорит о мифическом значении витязя то, что на монгольском языке сухан — князь реки, вероятно, заимствовано из древнерусского.
Сухман в былине едет к матушке Непре-реке, и сам становится рекою.
Собственно, и видно, что богатырь дохристианский, он водяной, сын реки.

### Колыван
От Ивана Колывановича и Колывана Ивановича, которые первоначально составляли одно лицо, в былинах остались только имена, по которым, конечно, трудно судить сколько-нибудь определённо.

### Дунай Иванович
Дунай Иванович принадлежит к числу богатырей-сватов; по И. В. Ягичу (Archiv I), он представляет собой персонификацию реки Дуная, как это доказывает постоянно сопровождающий его в былине эпитет «тихий». О. Миллер видит в нём также олицетворение реки, но не теперешнего Дуная, а реки вообще; он полагает, что слово Дунай было первоначально нарицательным. Река эта была не земной, а небесной, она была вообще вместилищем воды, туч, поэтому богатырь, собственно говоря, мифическое существо, персонификация тучи.
Уже одно сватовство Дуная, по О. Миллеру, указывает на мифический характер богатыря. Бытовая сторона былины отличается от всех других былин древностью общего колорита: нравы здесь ещё не смягчены оседлостью и земледелием. С другой стороны, в Ипатьевской летописи под 1281 и 1287 гг. попадается упоминание о воеводе князя Владимира Васильковича Дунае. Аксаков в Дунае видит исключительно дружинника: «не похож Дунай на других богатырей; очевидно пришелец из других стран, буйный духом, он отличается какою-то особенною горделивою осанкою».
По В. В. Стасову, в былине о Дунае сохранился космический стихийный миф, и в этом он согласен с О. Миллером. Расходится же он с ним тем, что не видит в Дунае унаследованного русскими от арийских предков воспоминания о мифическом существе, а просто тип, заимствованный из мифологических азиатских сказаний. Так, он сближает Дуная с Сомой, богом луны, героем одного рассказа в Харивансе, с Бгригу из Махабхараты, с Брахманом Сактидева из сборника Сомадевы; таким образом, отечеством Дуная, по мнению В. В. Стасова, должна быть признана Индия.

### Илья Муромец
Ряд младших богатырей начинает собою главный их представитель, оберегатель русской земли, Илья Муромец. Ему посвящена, сравнительно с другими богатырями, громадная литература, но, несмотря на то, вопрос о нём тоже остаётся далеко не выясненным. Мы ограничимся здесь указанием на более оригинальные взгляды учёных исследователей, касающиеся этого богатыря, взгляды крайне разнообразные и противоречащие друг другу, так как одни усматривают в Илье мифическое существо, другие видят в нём представителя русского крестьянского сословия, третьи считают его типом заимствованным и, наконец, 4-е смотрят на него как на смешение разнородных элементов: мифических, исторических, бытовых и иностранных. Самое его название Муромец вызывает несогласие относительно того, первоначально ли оно или нет.
Так как Илию Пророка народная фантазия соединила с Перуном, то весьма естественно было и на Илью Муромца, носившего имя Илии Пророка, перенести черты Перуна, бога-громовника. Если признать мифическое значение Ильи, какое ему придаёт О. Миллер, то уже гораздо рациональнее допустить нечто совсем противоположное, а именно, что Илья Муромец как бог-громовник первоначально носил совсем другое имя и только потом, вследствие сближения его с Илиёй пророком, перенял у последнего теперешнее имя. О мифологическом значении Ильи Муромца вполне определённо высказывается О. Миллер: он говорит, что хотя Илья становится во главе младших богатырей, понимаемых уже в земском историческом смысле, тем не менее, в основе всякого его похождения почти всегда может быть усмотрен основной, хотя и затемнявшийся, миф.
Он первоначально был божеством грома, затем стал земледельческим божеством и наконец — богатырём-земледельцем. На основной миф ложились толстыми пластами исторически-бытовые наслоения, и под их влиянием характер Ильи изменился; там, напр., где Илья переходит от оборонительного положения в наступательное, он является отражением судьбы русской земли. По О. Миллеру, Илья из других богатырей более близок к Потыку и Добрыне. Другие исследователи былин не высказываются столь обще и разбивают былины о Муромце на отдельные сюжеты и каждый момент стараются объяснить отдельно. Главнейшие моменты былин об Илье следующие: Илья сидит сиднем тридцать лет; получает силу от калик перехожих (по некоторым былинам, от Святогора), исполняет первую крестьянскую работу, едет к Святогору; получив родительское благословение, он отправляется в Киев; по дороге захватывает в плен Соловья Разбойника, освобождает Чернигов от татар и встречает станишников, которым говорит об Алёше Поповиче.
Приехав в Киев, он пирует у Владимира и в него Алёша кидает ножом; затем Илья — на богатырской заставе вместе с другими своими «братьями крестовыми»; борьба с Поленицей, Сокольником, Жидовином; нехорошие отношения к Владимиру; нападение татар на Киев, Калин, Идолище; битва с татарами, богатыри проставляются вместе с Ильёй; три «поездочки» Ильи Муромца. Не все моменты одинаково разработаны в литературе: одним посвящено сравнительно много исследований (напр. бою с сыном Сокольником), другими же почти никто до сих пор не занимался обстоятельно.
В 1988 году Межведомственная комиссия Минздрава УССР провела экспертизу мощей святого Ильи Муромца. Для получения объективных данных применялась самая современная методика и сверхточная аппаратура. Определён возраст — 40 — 55 лет, выявлены такие дефекты позвоночника, которые позволяют говорить о перенесении нашим героем в юности паралича конечностей (строго в соответствии с житием). Установлено, что причиной смерти стала обширная рана в области сердца. Смерть Ильи Муромца датирована достаточно приблизительно — XI—XII века.

### Алёша Попович
Алёша Попович тесно связан с Ильёй Муромцем и с Добрыней Никитычем: он находится в постоянных отношениях с ними. Кроме того, между Алёшей и Добрыней существует поражающее сходство не в характерах, а в приключениях и некоторых других обстоятельствах их жизни; именно, былины о змееборстве Добрыни и Алёши почти совершенно сходны друг с другом. Исходя из этого, О. Миллер сравнивает Алёшу и Добрыню с индийским Индрой, считает их общеарийским достоянием, перешедшим к нам путём традиции, и видит в них первоначальное олицетворение солнца. Таким образом, и борьба его с Тугарином принимает естественно мифологическое освещение. Самого Тугарина О. Миллер считает мифическим существом, А. Н. Веселовский склонён признать в нём половецкого хана Тугархана, М. Г. Халанский же доказывает, что он стоит в ближайшей связи с южнославянскими народными верованиями в чудовищных змеев; он тоже признаёт в Тугарине мифическую основу, затемнённую заимствованными из книжных сказаний чертами; сближение его имени с именем Тугархана он считает шатким и принимает здесь просто случайное созвучие. По Майкову, Алёша Попович представляется воплощением целого ряда порочных свойств: хитрости, эгоизма, корыстолюбия; его характеристику определило, вероятно, его сословное прозвище. В нём действительно мы находим смешение различных черт; он прежде всего отличается смелостью; но, кроме того, он горделив, спесив, бранчив, задорен и груб; в бою вёрток, хитёр: он, наконец, женский пересмешник. Приблизительно то же говорит А. Н. Веселовский: «смелый, зарывчивый, дерзкий Алёша старых песен очутился в позднейшем развитии нашего эпоса бабьим пересмешником, злостным наветчиком женской чести и неудачливым ловеласом. Как совершилось это вырождение, трудно сказать определительно. Быть может, переходная черта: хвастливость». Последние черты характера Алёши ярко выразились в сношениях его с сестрой Збродовичей. И этот факт объясняет О. Миллер мифологически: по его мнению, это выражение тёмного свойства светлого мифического существа, напр. солнца, которое иногда приносит вред людям слишком палящими своими лучами. Что касается самих Збродовичей, то они, по П. А. Бессонову, представляют собою скученных богатырей, зброд, сборных удальцов. О. Миллер в «Истории русск. лит.» Галахова говорит, что образ Алёши Поповича с течением времени всё более и более омрачается в духе тех отношений народа к слабым сторонам духовенства, из которых вытекла и пословица о «загребущих руках и завидующих глазах»; а чем более развивались в Алёше такие черты, тем более теряло значение всё же сохранившееся за ним прозвание смелого. М. Г. Халанский в Алёше Поповиче видит упоминаемого в Летописях ростовского богатыря Александра Поповича, жившего в конце XII и в начале XIII в.; былины о нём вошли в поздние летописи, но в былинах отразились областные ростовские сказания о нём; таким образом, по М. Г. Халанскому, Алёша является северно-русским богатырём. С этим не согласен А. Н. Веселовский («Южно-русск. былины», стр. 277), который говорит: «упоминания богатырей Алёши и Добрыни растянуты на таком значительном хронологическом пространстве, что вероятным представляется вторжение песни в летописный рассказ». Как мы видели, М. Г. Халанский допускает это вторжение только в позднейшие летописи. Далее А. Н. Веселовский говорит: «Алёша Попович под влиянием былины, включённый на севере в летопись, приурочился к Ростову и это повлияло несколько на изменение его тона, который в былинах сложился из ряда разновременных наслоений». Наконец, В. В. Каллаш («Этнографическое обозрение», 1890, 2, Смесь) сближает Алёшу с Александром Македонским, который в единоборстве с Пором употребил ту же хитрость, что и Алёша в бою с Тугарином.

### Добрыня Никитич
Добрыню Никитича уже давно многие сопоставляли с летописным Добрыней, дядей Владимира, и считали его представителем высшего русского общества, типом князя-дружинника. М. Г. Халанский видит в нём отражение не только дяди Владимира, но и другого летописного лица, именно рязанского богатыря Добрыни или Тимона Золотой-пояс; таким образом в лице Добрыни былинного слились две летописные личности, одна южно-русская, другая северно-русская. Характерные черты, приписываемые Добрыне в былине, воспевающей его молодость, по В. Волльнеру, перенесены на него от Вольги. В. В. Стасов считает Добрыню отражением Кришны, воплощения Вишну, воспеваемого в Харивансе, против чего протестует О. Миллер, указывая на Добрыню и Алёшу как на мифические, унаследованные русскими по традиции, древнеарийские типы, соответствующие не Кришне, а Индре, и изображающие собою солнце; он сопоставляет тоже Добрыню с Одином. В. Волльнер, указывая на имя матери Добрыни (Амельфа или Мамельфа) сближает его с именем Μεμφις, жены Пентефрия; этот учёный рассматривает Добрыню в трёх эпизодах его жизни: как борца со змеем, как воюющего с Мариной и как долго отсутствующего мужа. В первом случае, вопреки В. В. Стасову, он сопоставляет его с Егорьем Храбрым и Фёдором Тироном; змей горынич, которого В. В. Стасов считает копией вола-демона Аришты из Харивансы, оказывается здесь занятым из духовных стихов. Во второй былине, по В. Волльнеру, Добрыня служит отражением персидского богатыря из рассказа «История князя Бедра и княжны Гиангары Самандальской» или какого-нибудь другого героя одного из многочисленных восточных рассказов подобного же содержания. Третья былина говорит о встрече Добрыни с Поленицей, женитьбе и отлучке его: Рамбо («La Russie é pique») и О. Миллер сравнивают её с Брунгильдой, по В. Волльнеру, она заступает здесь Святогора из былины об Илье Муромце, которого тот спрятал в карман; по М. Г. Халанскому, образ Поленицы, быть может, заимствован из кавказских сказаний, напр. «Об Алаугане и Эмегене». О. Миллер видит здесь в Добрыне солнце (ср. миф об Одине), отсутствующее в зимнее время. М. Г. Халанский сближает его с кавказскими богатырями, так как на Кавказе существует оригинальный обычай ходить на балц, то есть отлучку, без какой-нибудь точно определённой цели и продолжающуюся различно: от 20 лет до 1 недели. Всеволод Миллер («Этногр. обозр.», 1890 г.) сопоставляет Добрыню с турецким богатырём Ашик Керибом одной сказки, записанной М. Ю. Лермонтовым, вероятно, на Кавказе. В Добрыне можно видеть много кого: бога Солнца, просто князя или купца, высшее общество, древнего героя, и рязанского витязя и т. д. Майков видит в Добрыне просто представителя высшего класса русского народа: он княжич, богач, получивший высшее образование, стрелец и борец отличный, знает все тонкости этикета, на речах разумен, но он легко увлекается и не очень стоек; в частной жизни он человек тихий и смирный. Другими представителями этого же слоя Майков считает: Ставра Годиновича, Данила Денисьевича.
Некоторые видят в связи со змееборством и убийством Тугарина (тучи), что он либо бог Хорс либо Громовержец под поздним именем Добрыня.

### Михаил Потык или Поток
Михаила Потыка или Потока сближает с Добрыней и Алёшей то обстоятельство, что он, подобно им, сражается со змеем; в этом змее былин Порфирьев, следуя за Буслаевым, видит то мифическое существо, то аллегорию зла, то, наконец, отражение из Библии исконного врага человека, «который принял на себя вид змея, стал враждебно между первым мужем и первой женой, обольстил первую жену и ввёл первых людей в искушение». Михаил Потык, как сват, близок, с одной стороны, Дунаю, а с другой — Хотену Блудовичу и двум Иванам: Годиновичу и Гостиному сыну; но вместе с тем он, по О. Миллеру, представитель земской служилой силы. Он непосед, и поэтому, по П. А. Бессонову, имя его первоначально звучало не Потык, а Поток, что значило «бродячий, кочевой»; он поэтому является идеалом кочевника. С этим не согласен О. Миллер, который замечает, что историческое приурочение Потыка весьма незначительно, а потому он является чистым мифическим существом: он гром, а жена его, Лебедь белая — облако; зимою они оба в могиле, и оживляет их живая вода, весенний дождь. Во второй части былины Потык сходен с Иваном Годиновичем. В. В. Стасов видит в Потыке две личности: в первой былине (о его женитьбе) он является отражением Брахмана Руру из Магабгараты, а Лебедь белая — Прамадвары; во второй былине (об измене его жены) повторяется, история, рассказанная в 6-й главе поэмы о подвигах среднеазиатского богатыря Богдо Гессер Хана, причём Потык это Гессер Хан, а лебедь — его жена Рогмо Гоа.

### Иван Гостиный сын
Иван Гостиный сын уже П. А. Бессоновым отождествлялся с Иваном Годиновичем. По О. Миллеру, он хотя и принадлежит к богатырской стихии, однако, остаётся почти не затронутым её земским значением. Он, по всей вероятности, местный черниговский богатырь. А. Н. Веселовский сопоставляет Ивана с героем византийского сказания о Геракле, хотя и не выводит его непосредственно оттуда. Вообще былина об Иване распадается на два сюжета: в первом, говорящем о купле коня, Иван сопоставляется А. Н. Веселовским с другими сказочными личностями русской народной словесности и отчасти с Ильёй Муромцем. Во втором сюжете Иван сходен с другим Иваном малорусских сказок о Иване и Марье с Бановичем Страхиней сербских песен, с героем русской повести, помещённой в житии Иосифа Волоцкого, с немецким Вальтариусом, польским Вальгержем из Тынца, с купцом из одного рассказа в Панчатантре, о чём говорит В. Волльнер, а по В. В. Стасову и М. Г. Халанскому, он просто заимствован: по первому — из песни номских шоров о богатыре Алтын Эргеке, причём Иван является одновременно и Алтын Эргеком, и его братом Алтын Ташем; а по второму — это просто Банович Страхиня или Марко-королевич южных славян.

### Хотен или Горден Блудович
Основная статья: Хотен Блудович
Последний сват, Хотен или Горден Блудович, обнаруживает, по О. Миллеру, мифическое значение, связанное с бытовым элементом: в нём выразилась родовая основа и варяжские черты характера.

### Соловей Будимирович
Сильно расходятся мнения относительно Соловья Будимировича: П. А. Бессонов полагал, что под этим именем надо понимать Олега Вещего или по крайней мере идеал основателя русского государства. Ягич имя Соловей выводит из книжного «Соломон» путём народной этимологии. Буслаев и Порфирьев смотрят на Будимировича как на заезжего богатыря. О. Миллер сближает его с Соловьём Разбойником на основании издаваемого ими обоими свиста и крика; он видит в обоих звуковую силу великих воздушных явлений с той только разницей, что один из них представляет вредную, страшную, а другой благодатную сторону одного и того же явления. Сближение это основано на слишком незначительном признаке, который, впрочем, очень легко мог быть следствием случайного созвучия имён. А. Н. Веселовский первый заметил чисто народный элемент в былине и даже имя Соловей считает переголосовкой собственного имени Слав («Разыск. в области русского духовного стиха», стр. 350); с последним положением не согласен Каллаш, который считает, «что имя Соловей — не переголосовка одного какого-нибудь имени, а следствие случайно совпавших искажений, осмыслений и заимствований разных имён, фигурировавших в разных сказаниях» («Этнографическое обозрение», 1890, 253). Несмотря на замеченный им же народный элемент в былине о Соловье Будимировиче, А. Н. Веселовский полагает, что в своей основе это былина о брачной поездке какого-то заморского молодца. В. В. Стасов указывает даже имя этого молодца: по его мнению, в Соловье сплочены два лица, герои двух рассказов из сборника Сомадевы, п. з. "Катха Сарит Сагара, а именно: царь Удаяна и сын его Нараваханадатта; в таком случае и Запава Путятишна является сплочением Калингасены и дочери её Мадамананчуки. Охотники видеть в русских богатырях чужеземных пришельцев полагали тоже, что Соловей представляется итальянским строителем, представителем тех итальянских зодчих, которые в XVI веке приезжали на Русь. Со всем этим не согласен М. Г. Халанский, который ставит былину в самой тесной связи с великорусскими свадебными песнями, а Соловья Будимировича считает просто идеализированным образом жениха, который обыкновенно в песнях выставляется прибывшим сыздали молодцом, желающим поставить терема в зелёном садике девушки, в этом садике, который служит обыкновенным символом девичества. В подтверждение своей теории М. Г. Халанский приводит примеры самосватания девушки как исконного русского обычая.

### Иван Данилович и Ставр Годинович
В лицах былинных богатырей Ивана Даниловича и Ставра Годиновича большинство исследователей видят исторических лиц: о первом из них есть упоминание в Никоновской летописи под 1136 годом, но оно считается позднейшим подновлением. Ставра Майков, O. Миллер, М. Г. Халанский и другие считают историческим Ставром Гордятиничем, упоминаемым в Новгородской летописи под 1118 годом, оставившем исторический «автограф», найденный в 1960 году при реставрации стен киевского Софийского собора. С этим не согласен В. В. Стасов, который видит в Ставре богатыря алтайских татар Алтаин-Саин-Салама.

## Богатыри времён татаро-монгольского нашествия и ига

### Евпатий Коловрат
Евпатий Коловрат — рязанский боярин, воевода и русский богатырь, герой рязанского народного сказания XIII века, времён нашествия Батыя (издано во «Временнике Московского общества истории и древности», книга XV и Срезневским, «Сведения и заметки», 1867). О подвиге Евпатия рассказано в древнерусской «Повести о разорении Рязани Батыем».

### Александр Пересвет
Александр Пересве́т — легендарный монах-воин, инок Троице-Сергиевского монастыря. Согласно «Сказанию о Мамаевом побоище», перед началом Куликовской битвы участвовал в традиционном поединке богатырей со «злым печенегом из большого войска татарского» Челубеем.

## Прочие русские богатыри
Из других богатырей в былинах местного происхождения являются: вполне исторический Ермак, который заменяет собою чудесного малолетнего Богатыря Михайлика, и Василий Игнатьевич, или Василий Пьяница, причём история последнего является составной частью былины о Михайлике и притом поздним мотивом. Василий Пьяница появился в народной поэзии, по объяснению А. Н. Веселовского, весьма странным путём: Василий Великий оставил проповедь о пьянстве, на основании которой явился народный стих о самом же Василье Великом, как к нему является Богородица и увещевает его удержаться от пьянства; впоследствии этот тип перешёл в былину. Михайлик былин, по А. Н. Веселовскому, состоит из двух частей: Василья Пьяницы и Михаила Даниловича южно-русских песен, который, в свою очередь, является отражением Михаила Архангела из византийского рассказа «О золотых воротах», интерполированного в поздней русской редакции «Откровений» Мефодия. К этой же группе, наконец, надо причислить калик перехожих и голей кабацких. О первых мы уже знаем, что О. Миллер видел в них переходящие подвижные тучи. Этим ещё не исчерпываются все объяснения их происхождения: сторонники исторической теории видели в них олицетворение древнерусской, кочевой ещё жизни, другие, напр. Калайдович, П. А. Бессонов, в их атамане предполагали отражение Иосифа Прекрасного, наконец, В. В. Стасов выводит их историю из Азии и их атамана сравнивает с героями нескольких рассказов в Сомадеве, с Сундаракой из Шахнаме (рассказ о царевиче Сиавуше и царице Судабэ) и с другими. В голях кабацких О. Миллер видит «отпечаток донского казачества в широком смысле слова, в смысле голытьбы-вольницы или даже воровских людей, то есть тех воровских людей, которые самовольно добыли России Сибирь, а потом самовольно же забрали у турок Азов».

## «Заезжие богатыри»
Отдельную группу составляют так называемые заезжие богатыри, к которым принадлежит: Суровец Суздалец, Чурила Пленкович, Дюк Степанович. Первый из них не примкнул к Владимирову циклу и даже не назван собственным именем, так как оба его имени просто нарицательные слова, обозначающие его родину. В древние времена Судак — важный торговый город в Крыму, назывался Сурожем или Сугдеей. Поэтому и богатырь, происходивший оттуда, мог быть назван Суровцом (ср. суровские товары) или Суздальцем. Это последнее слово, по объяснению А. Н. Веселовского, под влиянием Суздаля перешло в «Суздалец». Из Сурожа происходил также и Чурило Пленкович, имя которого объясняет А. Н. Веселовский как Кирилл сын Плёнка, Френка, Франка, то есть итальянского сурожского купца. О. Миллер сближает Чурилу с Соловьём Будимировичем и считает олицетворением богатства. Имя Дюка Степановича, возможно, происходит от византийского слова Δούκας, которое было сперва титулом, а потом стало употребляться и как родовое и личное имя. Дюк большинством исследователей представляется галичским богатырём. К этому же отделу, наконец, можно причислить такие ещё личности, встречаемые в былинах, как Полкан, Малафей, Волот. Малафей или Молоферн возможно является библейским Олоферном, а Волот, который называется также Волотоман, Волотомон, Вотоломон, по предположению Ягича (Archiv, I), служит переголосовкой собственного имени Птоломей.

## Богатыри новгородского типа
Остаётся сказать ещё несколько слов о богатырях новгородского цикла, которые отличаются от богатырей киевских. Богатырей этих три: Василий Буслаев, Гаврило Алексич и Садко, богатый гость. Первый из них служит идеалом безграничной, ничем не сдержанной удали. Садко посвящены более или менее обширные исследования В. Волльнера, В. В. Стасова и А. Н. Веселовского. Садко представляет идеал личного богатства, сходный таким образом с южно-русским типом Чурилы и Дюка. Разница заключается во второстепенных чертах характера и действиях этих лиц. В Садко нет ничего мифического, а его только окружает мифический элемент в лице морского царя и др.
В. Волльнер также видит в Садко историческое лицо: в летописи записано, что Садко Сотник, Сытнич, Сытинич и Седко Сытинич, спасённый святым Николаем, построил церковь св. Борису и Глебу. Связь между св. Николаем и этими святыми объясняет А. Н. Веселовский (Журн. М-ва народ просвещения. 1886. 12). В этом же исследовании Садко новгородский сопоставляется с Садоком, племянником Иосифа Аримафейского, из сходного с былиной романа графа Трессана «Tristan le Léonois».
В. В. Стасов нашёл в индийских сказаниях истории и рассказы, которые отвечают отдельным эпизодам жизни новгородского богатыря. Так, по его мнению, Садко, принуждённый сойти с корабля в море, чтобы отправиться к морскому царю, схож с царём Яду из Харивансы, буддийского героя Джинпа-Ченпо, царевича Гедона или, наконец, брахмана Утанки из Махабхараты. Садко, играющий на гуслях на берегу Ильменя и скупающий все новгородские товары, имеет, по В. В. Стасову, свой первообраз в купце Бурне индийского рассказа и герое позднейшей буддийской редакции этого же рассказа.

## Карельские (пудожские) богатыри
Несмотря на то, что многие былины были записаны на территории нынешней Карелии, в том числе в Пудожском уезде, в них в основном повествуется о богатырях, живших в Древней Руси. Единственным богатырём Пудожского края признаётся Рахта Рагнозерский, который также именуется Рахкоем, Михайлом Раком. Согласно сюжету былины, в стольном граде (Москве, реже упоминается Киев и Санкт-Петербург) был поединок, на котором чужеземный борец победил всех борцов. Видевшие эти бои мужики из Рагнозера проговорились князю московскому (царю) о том, что в их краях живёт богатырь недюжинной силы — Рахта, который выиграет этот бой. Рахта по приглашению царя пришёл за 3 дня на лыжах в столицу и выиграл бой с чужеземцем, за что царь наградил его правом беспошлинной ловли рыбы в Рагнозере. Другим сюжетом является попытка неверной жены Рахты убить его при помощи любовника — атамана и его сподвижников. Обманом выведав, как лишить его силы, жена сообщает об этот атаману, и тот пленяет Рахту. Однако с помощью сына Рахта освобождается и убивает атамана, жену и разбойников. Данный сюжет про Рахту присутствует и в карельских и саамских преданиях.

## В кинематографе

### Мультфильмы
- Сказка о спящей царевне и семи богатырях (1914)
- Сказка о мёртвой царевне и о семи богатырях (1951)
- Валидуб (1952)
- Добрыня Никитич (1965)
- Никита Кожемяка (1965)
- Сказание про Игорев поход (1972)
- Детство Ратибора (1973)
- Василиса Микулишна (1975)
- Илья Муромец (Пролог) (1975)
- Косарь-богатырь (1976)
- Илья Муромец и Соловей Разбойник (1978)
- Лебеди Непрядвы (1980)
- Сказ о Евпатии Коловрате (1985)
- Два богатыря (1989)
- Никита Кожемяка (2008)
- Пересвет и Ослябя (2010)
- Три богатыря (мультипликационный цикл)
  - Алёша Попович и Тугарин Змей (2004)
  - Добрыня Никитич и Змей Горыныч (2006)
  - Илья Муромец и Соловей Разбойник (2007)
  - Три богатыря и Шамаханская царица (2010)
  - Три богатыря на дальних берегах (2012)
  - Три богатыря. Ход конём (2014)
  - Три богатыря и Морской царь (2016)
  - Три богатыря и принцесса Египта (2017)
  - Три богатыря и наследница престола (2018)
  - Конь Юлий и большие скачки (2020)
  - Три богатыря и Конь на троне (2021)

### Фильмы
- Александр Невский (1938)
- Кащей Бессмертный (1944)
- Садко (1952)
- Илья Муромец (1956) Отреставрирован на «Мосфильме» в 2001 году
- Финист — Ясный Сокол (1975)
- Василий Буслаев (1982)
- Дружина (телесериал) (2015)
- Сторожевая застава (2017)
- Легенда о Коловрате (2017)
- Последний богатырь (2017)